# Fiorinia tumida
Fiorinia tumida är en insektsart som beskrevs av Leonardi 1906. Fiorinia tumida ingår i släktet Fiorinia och familjen pansarsköldlöss.
Artens utbredningsområde är Sri Lanka. Inga underarter finns listade i Catalogue of Life.